# Marmessor
Un marmessor (derivat del llatí manumissor) és la persona encarregada de fer complir i d'executar la darrera voluntat d'un testador. Tant pot ser designat pel testador en el testament (marmessor testamentari) o per una resolució judicial (marmessor datiu), i té la potestat de custodiar els béns que ha deixat una persona en morir (cabal hereditari).
S'anomena marmessor universal a aquell qui té tot el poder per complir totes les disposicions d'un testament, i marmessor particular a aquell qui, tot i existir un hereu, és l'encarregat d'executar una o més disposicions del testador. En el primer cas, és retribuït amb el deu per cent del valor de l'herència.

## Regulació en el dret civil català
Segons l'advocat Josep Delfí Guàrdia Canela, de l'Acadèmia de Jurisprudència i Legislació de Catalunya, al dret civil propi de Catalunya són molt poques les referències històriques a la institució de la marmessoria. Entre les primeres ressenyades, la Concòrdia de 27 setembre del 1315, recollida al llibre VI, títol 2n., volum 2n. de les Constitucions i altres drets de Catalunya. I pel que fa al dret local, el Codi de les Costums de Tortosa, els Costums de la Diòcesi de Girona i els Costums de Lleida. actualment està regulat en el Codi Civil de Catalunya.
Pel que fa a la seva retribució, el Codi civil de Catalunya (art 429-5) estableix que si el causant no ordena una retribució determinada o que l'exercici del càrrec sigui gratuït, els marmessors universals tenen dret a percebre el 5% del valor de l'actiu hereditari líquid i els particulars que siguin comptadors partidors el 2% d'aquest valor o dels béns objecte de partició. Si la marmessoria és exercida professionalment, els honoraris que es meritin per la prestació de serveis s'imputen a aquest percentatge.
El marmessor no pot delegar les seves funcions i, a més a més, un cop ha acceptat les seves funcions no les pot abandonar si no és per causa de força major.